# Parasynthèse
Pour l’article ayant un titre homophone, voir Paracentèse.
La dérivation parasynthétique ou parasynthèse est, en linguistique, une procédure de dérivation lexicale par affixation simultanée. Par exemple, un préfixe et un suffixe sont ajoutés ensemble à une base pour former un mot.
Ainsi, le mot dératiser est formé d'une base rat, à laquelle s'ajoutent simultanément un préfixe dé- et un suffixe -iser. Il ne peut s'agir que d'une dérivation parasynthétique et non d'une dérivation habituelle puisque aucun des affixes (dé- et -iser) ne peut s'ajouter seul à la base ; en effet ratiser* n'existe pas, non plus que dérat*.
Exemples de parasynthèses :
- Embarquer est formé par parasynthèse ; c'est évident, car ni barquer* ni (une) embarque* n'existent.
- Apeuré aussi : ni apeur* ni peuré* n'existent : l'affixation ne peut donc être que simultanée.
- Emmancher aussi. mancher* n'existe pas, pas  plus qu'il ne vient de emmanche* : il vient de manche par parasynthèse.

Attention : on peut aussi avoir une parasynthèse même quand le mot obtenu en supprimant le préfixe existe également. Par exemple, verticaliser existe, déverticaliser existe aussi (et est son contraire), mais déverticaliser a bien été formé par parasynthèse à partir de l'adjectif vertical, du préfixe dé- et du suffixe -iser : il signifie faire perdre à quelque chose son caractère vertical, et ce mot peut très bien être employé même lorsqu'il n'y a jamais eu de verticalisation, pour quelque chose qui était vertical dès le début. Ces verbes en dé- et -iser (ou -ifier) sont un cas très typique de parasynthèse (cf. le Dictionnaire des mots contemporains, éditions Le Robert, édition de 1985, paragraphe 3.3 de l'introduction).
Contre-exemples :
- déformation n'est pas un mot formé par dérivation parasynthétique : ce mot vient sans doute du latin deformatio, mais on pourrait imaginer une dérivation forme → déformer → déformation. Il n'y a donc pas parasynthèse pour déformation.